# Pholidocarpus macrocarpus
Pholidocarpus macrocarpus är en enhjärtbladig växtart som beskrevs av Odoardo Beccari. Pholidocarpus macrocarpus ingår i släktet Pholidocarpus och familjen Arecaceae. IUCN kategoriserar arten globalt som sårbar. Inga underarter finns listade i Catalogue of Life.